# Haraszti Mici

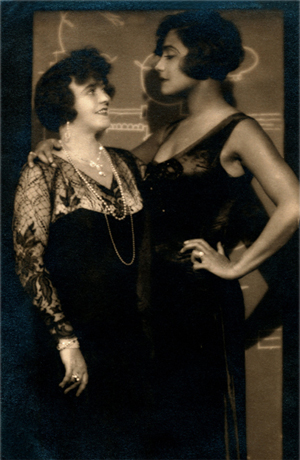
Haraszti Mici (balról) és Lázár Mária 1927-ben

Haraszti Mici, született Hinkelmann Mária (Trencsén, 1882. június 25. – Budapest, 1964. február 18.) színésznő.

## Pályafutása
Hinkelmann Lajos és Kotula Mária lánya. A Színművészeti Akadémia elvégzése után először Székesfehérvárra szerződött. 1911-ben Beöthy László hívta a Magyar Színházba, majd a Vígszínházban szerepelt. A Horváth-kertben, a Budai Színkörben, Pethes Imre Cyranója mellett ő volt az első magyar Roxanne.
1913-tól Medgyaszay Vilma Kabaréjában lépett fel, majd 1915-től az Apolló Kabaréhoz szerződött. A Jókai téri Uhu mulatóban énekelt. 1928-tól a Fővárosi Operettszínház, 1932-től a Révay utcai Pesti Színház, 1937-től ismét az Operettszínház tagja. Az 1930-as években filmekben is szerepelt.
Színészi életműve legkiemelkedőbb szerepe: Schneider Mátyásné volt a Hyppolit, a lakáj című filmvígjátékban. A Kamara Varieté, a Royal Revü Varieté műsoraiban is játszott. 1949-től rádiószerepeket is kapott. Az 1950-es években nyugdíjasként a Nemzeti Színház tagja volt, ahol már csak statiszta szerepekben játszott.

## Magánélete
Házastársa Simon Vilmos (Farkas) író, újságíró volt, akivel 1933. február 2-án Budapesten kötött házasságot.

## Főbb szerepei
- Shakespeare: Rómeó és Júlia – Júlia
- Rostand: Cyrano de Bergerac – Roxanne
- Ohnet: A vasgyáros – Claire
- Jacobi Viktor: Sybill –Nagyhercegnő
- Kacsóh Pongrác: János vitéz – Iluska
- Lehár Ferenc: Tavaszi álom – A főnöknő
- Eisemann Mihály: Zsákbamacska – Reinerné

## Filmszerepei
- Hyppolit, a lakáj (1931) – Schneider Mátyásné
- Mindent a nőért! (1934)
- Hetenként egyszer láthatom (1937) – Ágnes néni
- Az én lányom nem olyan (1937) – Piri anyja
- Szerelemből nősültem (1937) – vevő a kalapszalonban
- Elcserélt ember (1938) – Anna anyja
- Nincsenek véletlenek (1939)
- Mária két éjszakája (1940) – Péter baráti körének tagja
- Egy éjszaka Erdélyben (1941)
- Három csengő (1941)
- Dr. Kovács István (1942) – Lakosné
- Egér a palotában (1943)
- Aranypáva (1943)[6]
- Ágrólszakadt úrilány (1943) – feleség[6]
- Fiú vagy lány? (1944)
- Afrikai vőlegény (1944) – Mici néni
- A tanítónő (1945)
- Déryné (1951)

## Emlékezete
- Alakja érintőlegesen felbukkan Kondor Vilmos magyar író Budapest romokban című bűnügyi regényében.